# Lubricogobius ornatus
Lubricogobius ornatus là một loài cá biển thuộc chi Lubricogobius trong họ Cá bống trắng. Loài cá này được mô tả lần đầu tiên vào năm 1966.

## Từ nguyên
Tính từ định danh ornatus trong tiếng Latinh có nghĩa là “trang hoàng”, hàm ý có lẽ đề cập đến màu sắc nổi bật của loài cá này.

## Phân bố và môi trường sống
L. ornatus được biết đến lần đầu tiên ở vịnh Nha Trang (Việt Nam), sau đó lan rộng sang miền nam Nhật Bản (Kagoshima và quần đảo Ryukyu), Hồng Kông, Indonesia (đảo Sulawesi), Papua New Guinea, bờ bắc Úc và Nouvelle-Calédonie, nhưng vẫn chưa được xác nhận tại đảo Đài Loan và Philippines. Ảnh chụp được cho là L. ornatus tại Singapore có vẻ là loài Lubricogobius exiguus.
L. ornatus sống trên nền đáy bùn, đá vụn và cát, trú ẩn gần hoặc trong các vật rỗng như vỏ sò, ruột các loài sống đuôi và hải miên, vỏ giun ống hay chai lọ, ở độ sâu khoảng 15–82 m.

## Mô tả
Chiều dài cơ thể lớn nhất được ghi nhận ở L. ornatus là 4 cm. Loài này có màu vàng cam đồng nhất, có các sọc màu xanh lam nhạt quanh mắt, và một sọc từ gáy, tách đôi và kéo xuống rìa trước nắp mang và nắp mang.
Số gai vây lưng: 7; Số tia vây lưng: 8–10; Số gai vây hậu môn: 1; Số tia vây hậu môn: 7; Số gai vây bụng: 1; Số tia vây bụng: 5; Số tia vây ngực: 18–20.
Một loài cùng chi là L. exiguus cũng có màu vàng, nhưng lại không có các sọc xanh như L. ornatus.